# Las paredes oyen (Costa Rica)
Las paredes oyen es un programa de la cadena costarricense Teletica. Creada y producida por Teletica Formatos junto al periodista y presentador Édgar Silva Loáiziga.
La primera entrevista fue transmitida el martes 29 de abril de 2014 y su primer invitado fue el padre Minor de Jesús Calvo Aguilar.

## Programas e invitados
| Programa   | Fecha               | Invitado                       | Profesión                                 |
| ---------- | ------------------- | ------------------------------ | ----------------------------------------- |
| Edición 1  | 29 de abril de 2014 | Minor de Jesús Calvo Aguilar   | Polémico Sacerdote                        |
| Edición 2  | 6 de mayo de 2014   | Luis Guillermo Solís Rivera    | Presidente de Costa Rica 2014-2018        |
| Edición 3  | 13 de mayo de 2014  | Manuel Antonio Pilo Obando (†) | Narrador deportivo                        |
| Edición 4  | 20 de mayo de 2014  | Mauricio Chunche Montero       | Exfutbolista                              |
| Edición 5  | 27 de mayo de 2014  | Floribeth Mora Díaz            | Mujer del milagro Juan Pablo II           |
| Edición 6  | 3 de junio de 2014  | Matteo Quintavalle (†)         | Empresario                                |
| Edición 7  | 10 de junio de 2014 | Inés Sánches de Revuelta       | Presentadora de TV                        |
| Edición 8  | 17 de junio de 2014 | Alberto Cañas (†)              | Escritor                                  |
| Edición 9  | 24 de junio de 2014 | César Meléndez(†)              | Cantante y actor                          |
| Edición 10 | 1 de julio de 2014  | Adal Ramones                   | Presentador y comediante                  |
| Edición 11 | 15 de julio de 2014 | Adal Ramones                   | Presentador y comediante                  |
| Edición 12 | 22 de julio de 2014 | María Mayela Padilla Monge     | Periodista                                |
| Edición 13 | 29 de julio de 2014 | Francisco Delgado "Tango"      | Personaje de San José                     |
| Edición 13 | 29 de julio de 2014 | Ariel Chinchilla               | Extraordinario joven con Síndrome de Down |
| Edición 14 | 6 de agosto de 2014 | Franklin Chang-Díaz            | Astronauta                                |